# Diatraea amazonica
Diatraea amazonica là một loài bướm đêm trong họ Crambidae.